# Webank
Webank es una marca italiana del grupo Banco BPM, que ofrece servicios y productos de banca electrónica y comercialización de instrumentos financieros en línea a sus clientes, con aproximadamente 190.500 clientes. Se fundó en el año 1999 como banca electrónica del entonces grupo Banca Popolare di Milano.

## Historia

### 2009
Gestionada durante casi 10 años por We@Service, la empresa de servicios de Internet del italiano grupo Bipiemme, Webank se convirtió el 1 de noviembre en un banco independiente (WeBank S.p.A), filial al 100% de Banca Popolare di Milano (BPM).
En noviembre de 2009, Webank contaba con unos 80.000 clientes, con unos activos medios de 21.000 euros. 

### 2010
El 9 de marzo, el consejo de administración de Banca Popolare di Milano S.c.a r.l. aprobó la adquisición de IntesaTrade SIM, una sociedad de corretaje de valores en línea, rebautizada WeTrade SIM.

### 2014
En la fecha 23 de septiembre, el consejo de administración de BPM y el consejo de administración de Webank S.p.A. aprobaron la fusión por incorporación de Webank a BPM, convirtiéndose en el canal de Internet para servicios bancarios y de inversión del grupo BPM el 23 de noviembre de 2014.

## Premios y reconocimientos
- En 2023, Rankia Italia le concedió el primer premio en la categoría de mejor agente de bolsa italiano.[5]
- En 2019, fue galardonada como mejor bróker en la decimotercera edición de los Italian Certificate Awards.
- En 2018, el Instituto Alemán de Calidad y Finanzas calificó al contrato de mutuo Webank como excelente.

- En 2016, la aplicación móvil de Webank recibió una triple medalla de oro del premio Mediastars.